# Karl Zsigmondy
Karl Ernst Zsigmondy (27. března 1867 Vídeň – 14. října 1925 Vídeň) byl rakouský matematik a univerzitní profesor. Byl také rektorem na Technické univerzitě Vídeň.

## Život
Karl Zsigmondy se narodil jako 4. syn do rodiny slavného vídeňského zubaře Adolfa Zsigmondyho. Jako mladý navštěvoval školu ve vídeňském obvodu Hernals, od roku 1886 studoval na Vídeňské univerzitě, kde v roce 1890 s disertační prací Über die Eigenschaften der Binominalreihe und einige Auswirkungen derselben získal titul doktora filozofie. V té době patřili mezi jeho učitele například Gustav von Escherich, Emil Weyr nebo Josef Stefan.
Po dokončení doktorátu odešel v roce 1891 na Humboldtovu univerzitu v Berlíně, kde studoval teorii čísel s Leopoldem Kroneckerem. Po Kroneckerově smrti začal spolupracovat s Felixem Kleinem na Univerzitě Georga Augusta v Göttingenu. Později začal pracovat v pařížské Sorbonně. V roce 1893 se vrátil zpět do Vídně, následující rok se habilitoval na Katedře matematiky Vídeňské univerzity.
V letech 1895 až 1901 byl asistentem Emanuela Czubera na Katedře matematiky Technické univerzitě Vídeň, roku 1902 se stal docentem. V roce 1905 byl jmenován profesorem matematiky na Německé vysoké škole technické v Praze. Po odchodu do důchodu Moritze Allého se Karl v roce 1906 vrátil do Vídně, kde se stal představitelem katedry matematiky, a to po dvě období. První období bylo mezi lety 1906 až 1921, druhé období pak zastával od roku 1921 až do své smrti v roce 1925. V té době byl jedním z jeho asistentů i slavný rakouský matematik Hermann Rothe. Karl byl v akademických letech 1916/17 a 1917/18 a 1920/21 děkanem katedry, v akademickém roce 1918/19 byl zvolen rektorem Vídeňské technické univerzity.
V roce 1921 dostal čestný titul „Hofrat“.
Je po něm pojmenována jedna z vět v teorii čísel, tzv. Zsigmondyova věta.
Jeho bratr Adolf Richard Zsigmondy obdržel v roce 1925 Nobelovu cenu za chemii, jeho bratři Emil a Otto byli horolezci a lékaři.
Karl Zsigmondy zemřel v roce 1925 ve věku 58 let a byl pohřben na hřbitově Wiener Zentralfriedhof, konkrétně v části s názvem Evangelischen Friedhof Simmering.

## Publikace
- Zur Theorie der Potenzreste. V: Monatshefte für Mathematik. 3. svazek, 1892, str. 265–284.
- Notiz über einige Kriterien für gewisse in bestimmten linearen Formen enthaltene Primzahlen. V: Monatshefte für Mathematik. 4. svazek, 1893, str. 79–80.
- Über einige allgemein gültige, additiv gebildete Kriterien für Primzahlen. V: Monatshefte für Mathematik. 5. svazek, 1894, str. 123–128.
- Beiträge zur Theorie Abel'scher Gruppen und ihrer Anwendung auf die Zahlentheorie. V: Monatshefte für Mathematik. 7. svazek, 1896, str. 185–290.
- Über wurzellose Congruenzen in Bezug auf einen Primzahlmodul. V: Monatshefte für Mathematik. 8. svazek, 1897, str. 1–42.